# Rendalen
Rendalen este o comună din provincia Innlandet, Norvegia.